# Charles B. Reed

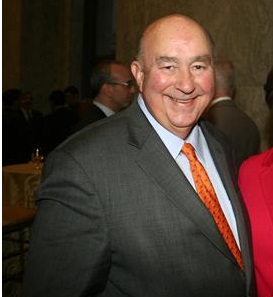
Charles B. Reed

Charles Bass Reed (Harrisburg, 29 september 1941 – Long Beach, 6 december 2016) was een Amerikaans onderwijsadministrator.

## Loopbaan
Reed studeerde aan de particuliere George Washington-universiteit in Washington D.C. en behaalde daar een Bachelor of Science in lichamelijke opvoeding (1963), een Master of Arts in secundair onderwijs (1964) en een doctoraat (Ed.D.) in lerarenopleiding (1970). In 1984 werd Reed stafchef voor Bob Graham, de toenmalige gouverneur van Florida. Van 1985 tot 1998 was Reed rector van het openbare universiteitssysteem van diezelfde staat.
Van 1998 tot 2012 diende Reed als rector (chancellor) van California State University-systeem. Als rector overzag Reed een sterke toename in inschrijvingen op een moment dat er bespaard diende te worden op hoger onderwijs. Reed werd geprezen om zijn inspanningen om kansarme studenten op jonge leeftijd te rekruteren. In zijn positie als rector is Charles B. Reed bekritiseerd omdat hij externe consulenten had ingehuurd om relevante wetgeving op te volgen. Bovendien is gebleken dat het Chancellor's Office gedurende Reeds termijn begaan was in belangenverstrengeling bij de aankoop van een computersysteem. Dat Reeds salaris in 2007 verhoogd werd door de raad van bestuur, op een moment dat de staat Californië met een begrotingstekort kampte, was eveneens controversieel. In december 2012 werd hij opgevolgd door Timothy P. White.
Eind 2016 overleed Reed op 75-jarige leeftijd.